# Северсталь (хоккейный клуб)
«Северста́ль» — российская команда по хоккею с шайбой из города Череповца. Основана 18 декабря 1955 года. Выступает в Континентальной хоккейной лиге.

## История
Основана 18 декабря 1955 года. Название «Северсталь» — с 1994 года (в 1957—1958 гг. назывался «Строитель», в 1959—1994 гг. — «Металлург»). В Суперлиге команда выступала с 1992 по 2008 гг. С 2008 выступает в КХЛ.

## Достижения
- Серебряный призёр чемпионата России 2002/03.
- Бронзовый призёр чемпионата России 2000/01.
- Серебряный призёр чемпионата РСФСР: 1965.
- Обладатель Кубка РСФСР: 1988
- Обладатель приза «Гроза Авторитетов»: 1997/98.
- Победитель турнира памяти лётчика-космонавта П. И. Беляева: 1972, 1975, 1976, 1980, 1981, 1984, 1989, 1990, 1999, 2000, 2002, 2003, 2008, 2010.
- Обладатель «Кубка Кируны» (Швеция): 1992, 1994, 1995.
- Победитель турнира на призы АО «ГАЗ» (Нижний Новгород): 1996.
- Обладатель «Стального кубка» (Новокузнецк): 2000.
- Обладатель «Кубка Амура» (Хабаровск): 2000.
- Обладатель «Кубка Паюлахти» (Финляндия): 2000, 2006.
- Победитель турнира на призы ЛенВО (Санкт-Петербург): 2002, 2005.
- Победитель турнира памяти А. И. Белосохова (Новосибирск): 2005.
- Обладатель «Кубка Донбасса» (Украина): 2012.
- Победитель турнира «Hockeyades de la vallee de joux» (Швейцария): 2013.
- Бронзовый призёр «Кубка губернатора Челябинской области» (Челябинск): 2019.
- Обладатель «Кубка Республики Башкортостан» (Уфа): 2024

## Арена
«Ледовый Дворец» — дворец спорта в Череповце, где «Северсталь» играет, начиная с 2007 года. До 2006 команда играла в СКЗ «Алмаз».

## Результаты выступления в КХЛ
И — количество проведённых игр, В — выигрыши в основное время, ВО — выигрыши в овертайме, ВБ — выигрыши в послематчевых буллитах, ПО — проигрыши в овертайме, ПБ — проигрыши в послематчевых буллитах, П — проигрыши в основное время, О — количество набранных очков, Ш — соотношение забитых и пропущенных голов, РС — место по результатам регулярного сезона
| Сезон   | И   | В   | ВО | ВБ | ПБ | ПО | П   | О    | Ш         | РС | Результаты серий с соперниками в плей-офф                    | Результат в плей-офф                                         |
| ------- | --- | --- | -- | -- | -- | -- | --- | ---- | --------- | -- | ------------------------------------------------------------ | ------------------------------------------------------------ |
| 2008/09 | 56  | 19  | 1  | 7  | 2  | 2  | 25  | 77   | 142-171   | 17 | В плей-офф не играли                                         | В плей-офф не играли                                         |
| 2009/10 | 56  | 16  | 2  | 7  | 6  | 2  | 23  | 74   | 151-162   | 17 | В плей-офф не играли                                         | В плей-офф не играли                                         |
| 2010/11 | 54  | 25  | 2  | 3  | 0  | 4  | 20  | 89   | 145-142   | 9  | 2-4 Атлант                                                   | Проиграли в 1/8 финала                                       |
| 2011/12 | 54  | 23  | 0  | 5  | 4  | 2  | 20  | 85   | 142-133   | 11 | 2-4 Атлант                                                   | Проиграли в 1/8 финала                                       |
| 2012/13 | 52  | 21  | 1  | 6  | 3  | 5  | 16  | 85   | 137-117   | 11 | 4-2 Локомотив, 0-4 СКА                                       | Вышли в 1/4 финала                                           |
| 2013/14 | 54  | 20  | 0  | 5  | 5  | 2  | 22  | 77   | 128-135   | 18 | В плей-офф не играли                                         | В плей-офф не играли                                         |
| 2014/15 | 60  | 19  | 1  | 7  | 6  | 6  | 21  | 85   | 157-168   | 18 | В плей-офф не играли                                         | В плей-офф не играли                                         |
| 2015/16 | 60  | 12  | 4  | 4  | 1  | 5  | 34  | 58   | 124-167   | 27 | В плей-офф не играли                                         | В плей-офф не играли                                         |
| 2016/17 | 60  | 18  | 3  | 2  | 4  | 6  | 27  | 74   | 133-163   | 23 | В плей-офф не играли                                         | В плей-офф не играли                                         |
| 2017/18 | 56  | 18  | 7  | 2  | 5  | 6  | 18  | 83   | 131-145   | 16 | 0-4 СКА                                                      | Проиграли в 1/8 финала                                       |
| 2018/19 | 62  | 14  | 5  | 4  | 1  | 4  | 34  | 51   | 124-178   | 22 | В плей-офф не играли                                         | В плей-офф не играли                                         |
| 2019/20 | 62  | 14  | 3  | 7  | 3  | 7  | 28  | 58   | 126-171   | 20 | В плей-офф не играли                                         | В плей-офф не играли                                         |
| 2020/21 | 60  | 23  | 6  | 3  | 3  | 1  | 24  | 68   | 149-159   | 13 | 1-4 Динамо М                                                 | Проиграли в 1/8 финала                                       |
| 2021/22 | 49  | 18  | 5  | 5  | 2  | 5  | 21  | 63   | 129-119   | 9  | 3-4 Динамо М                                                 | Проиграли в 1/8 финала                                       |
| 2022/23 | 68  | 20  | 4  | 7  | 6  | 7  | 24  | 75   | 182-187   | 14 | 3-4 ЦСКА                                                     | Проиграли в 1/8 финала                                       |
| 2023/24 | 68  | 30  | 1  | 5  | 3  | 5  | 24  | 80   | 203-185   | 10 | 1-4 Спартак                                                  | Проиграли в 1/8 финала                                       |
| 2024/25 | 68  | 36  | 1  | 4  | 1  | 0  | 26  | 83   | 200-198   | 12 | 1-4 Спартак                                                  | Проиграли в 1/8 финала                                       |
| Всего   | 882 | 308 | 37 | 71 | 47 | 57 | 362 | 1127 | 2192-2394 | —  | В плей-офф участвовали 9 раз. Счёт (победы/поражения): 17-38 | В плей-офф участвовали 9 раз. Счёт (победы/поражения): 17-38 |

## Состав
Согласно официальному сайту клуба
| №          | Игрок               | Страна   | Хват    | Дата рождения             | Рост    | Вес     |         |
| Вратари    | Вратари             | Вратари  | Вратари | Вратари                   | Вратари | Вратари | Вратари |
| ---------- | ------------------- | -------- | ------- | ------------------------- | ------- | ------- | ------- |
| 1          | Константин Шостак   | Беларусь | Левый   | 28 марта 2000 (25 лет)    | 179 см  | 83 кг   |         |
| 29         | Александр Самойлов  | Россия   | Левый   | 17 января 1997 (28 лет)   | 189 см  | 104 кг  |         |
| 30         | Дмитрий Шугаев      | Россия   | Левый   | 29 сентября 1998 (26 лет) | 188 см  | 71 кг   |         |
| Защитники  |                     |          |         |                           |         |         |         |
| 2          | Владимир Грудинин   | Россия   | Левый   | 9 декабря 2003 (21 год)   | 178 см  | 71 кг   |         |
| 7          | Николай Буренов     | Россия   | Левый   | 13 мая 2001 (24 года)     | 175 см  | 74 кг   |         |
| 8          | Янни Калдис         | Канада   | Правый  | 30 сентября 1995 (29 лет) | 180 см  | 85 кг   |         |
| 84         | Артём Щучинов       | Россия   | Левый   | 19 октября 2005 (19 лет)  | 180 см  | 70 кг   |         |
| 73         | Ярослав Дыбленко    | Россия   | Левый   | 28 декабря 1993 (31 год)  | 186 см  | 88 кг   |         |
| 75         | Тимофей Давыдов     | Россия   | Левый   | 1 июня 2002 (23 года)     | 185 см  | 91 кг   |         |
| Нападающие |                     |          |         |                           |         |         |         |
| 6          | Илья Иванцов        | Россия   | Левый   | 27 января 2003 (22 года)  | 177 см  | 70 кг   |         |
| 12         | Александр Скоренов  | Беларусь | Правый  | 18 декабря 1999 (25 лет)  | 183 см  | 87 кг   |         |
| 13         | Кирилл Пилипенко    | Россия   | Левый   | 23 сентября 1996 (28 лет) | 178 см  | 85 кг   |         |
| 17         | Руслан Абросимов    | Россия   | Левый   | 15 мая 2001 (24 года)     | 177 см  | 82 кг   |         |
| 16         | Всеволод Никитин    | Россия   | Правый  | 5 июля 2003 (22 года)     | 170 см  | 71 кг   |         |
| 23         | Адам Лишка          | Словакия | Левый   | 14 октября 1999 (25 лет)  | 178 см  | 83 кг   |         |
| 33         | Тимур Муханов       | Россия   | Правый  | 17 июня 2005 (20 лет)     | 174 см  | 76 кг   |         |
| 57         | Михаил Котляревский | Россия   | Правый  | 26 апреля 1997 (28 лет)   | 187 см  | 90 кг   |         |
| 51         | Илья Квочко         | Россия   | Левый   | 22 февраля 2004 (21 год)  | 175 см  | 76 кг   |         |
| 53         | Данил Аймурзин      | Россия   | Правый  | 17 апреля 2002 (23 года)  | 183 см  | 81 кг   |         |
| 66         | Иван Подшивалов     | Россия   | Левый   | 18 февраля 2002 (23 года) | 178 см  | 78 кг   |         |
| 97         | Николай Чебыкин     | Россия   | Левый   | 1 августа 1997 (27 лет)   | 192 см  | 97 кг   |         |
| 99         | Михаил Ильин        | Россия   | Левый   | 15 февраля 2005 (20 лет)  | 184 см  | 82 кг   |         |

## Руководство и тренерский штаб
| Должность               | Имя                 | Страна | Дата рождения             |
| ----------------------- | ------------------- | ------ | ------------------------- |
| Спортивный директор     | Николай Канаков     | Россия | 25 января 1979 (46 лет)   |
| Главный тренер          | Андрей Козырев      | Россия | 17 июня 1973 (52 года)    |
| Тренер                  | Евгений Ставровский | Россия | 23 февраля 1973 (52 года) |
| Тренер                  | Вадим Хомицкий      | Россия | 21 июля 1982 (42 года)    |
| Тренер вратарей         | Андрей Карпин       | Россия | 25 ноября 1963 (61 год)   |
| Тренер-селекционер      | Александр Крюков    | Россия | 23 февраля 1984 (41 год)  |
| Тренер по физподготовке | Сергей Шабанов      | Россия | 12 ноября 1976 (48 лет)   |
| Начальник команды       | Александр Фёдоров   | Россия | 7 июня 1985 (40 лет)      |

## Известные воспитанники
- Дмитрий Юшкевич — олимпийский чемпион (1992), чемпион мира (1993), чемпион мира среди молодёжи (1989), заслуженный мастер спорта СССР (1992), чемпион СНГ (1992), бронзовый призёр чемпионата России 2005, в прошлом игрок клубов НХЛ, участник матча звёзд НХЛ 2000, сейчас тренер ярославского «Локомотива».
- Владимир Воробьёв — четырёхкратный чемпион России (1995, 2005, 2006, 2008), в прошлом игрок клубов НХЛ «Нью-Йорк Рейнджерс» и «Эдмонтон Ойлерз».
- Юрий Трубачёв — чемпион мира среди юниоров (2001), двукратный чемпион мира среди молодёжи (2002, 2003), серебряный призёр чемпионата России (2003), сейчас тренер магнитогорского «Металлурга».
- Юрий Александров — серебряный призёр молодёжного чемпионата мира (2007), обладатель Кубка Гагарина (2015), в прошлом игрок системы «Бостон Брюинз», сейчас хоккеист ХК «Сочи».
- Игорь Никулин — в прошлом игрок клуба НХЛ «Анахайм Дакс».
- Вадим Шипачёв — олимпийский чемпион (2018), чемпион мира (2014), двукратный обладатель Кубка Гагарина (2015, 2017), заслуженный мастер спорта России (2018), в прошлом игрок клуба НХЛ «Вегас Голден Найтс», второй бомбардир в истории КХЛ, трёхкратный участник матча звёзд КХЛ, сейчас игрок минского «Динамо».
- Богдан Киселевич — олимпийский чемпион (2018), бронзовый призёр чемпионата мира (2017), заслуженный мастер спорта России (2018), в прошлом игрок клуба НХЛ «Флорида Пантерз».
- Павел Бучневич — серебряный призёр молодёжного чемпионата мира (2015), бронзовый призёр чемпионата России, сейчас игрок клуба НХЛ «Сент-Луис Блюз».
- Максим Чудинов — чемпион мира (2014), чемпион мира среди юниоров (2007), трёхкратный обладатель Кубка Гагарина (2015, 2017, 2021).
- Дмитрий Кагарлицкий — чемпион мира среди юниоров (2007), шестикратный участник матча звёзд КХЛ, сейчас игрок нижегородского «Торпедо».
- Вадим Кудако — бронзовый призёр молодёжного чемпионата мира (2017), сейчас игрок новосибирской «Сибири».
- Даниил Вовченко — серебряный призёр юношеских Олимпийских игр (2012), победитель молодёжной суперсерии (2014), сейчас игрок магнитогорского «Металлурга».

## Фарм-клуб
До 2009 года фарм-клубом «Северстали» являлась команда «Северсталь-2», выступавшая в Первой лиге. Одновременно с созданием МХЛ было принято решение о переименовании клубов, планировавших принять участие в турнире. Таким образом, череповецкими болельщиками было выбрано название «Алмаз», повторяющее имя ледовой арены, где зарождался и рос череповецкий хоккей. Арена, в свою очередь названа в честь позывного космонавта П. И. Беляева — «Алмаз-1».

## Результаты драфтов КХЛ
По результатам драфта КХЛ 2009 года, принадлежат права на хоккеистов:
- Дмитрий Громов — защитник (№ 6, 1 раунд) —  Крылья Советов
- Игнат Земченко — нападающий (№ 10, 1 раунд) —  Крылья Советов (от Лады)
- Виталий Попов — нападающий (№ 29, 2 раунд) —  Крылья Советов
- Кирилл Свиязов — защитник (№ 53, 3 раунд) —  Крылья Советов
- Артур Ганзвинд — защитник (№ 75, 4 раунд) —  Крылья Советов

По результатам драфта КХЛ 2010 года, принадлежат права на хоккеистов:
- Максим Зверев — защитник (№ 34, 2 раунд) —  Чикаго Янг Американз
- Адам Надь — вратарь (№ 56, 3 раунд) — ХК Дукла Тренчин
- Всеволод Кондрашов — вратарь (№ 85, 4 раунд) —  Химик
- Кристиан Скалин — вратарь (№ 87, 4 раунд) —  Трактор
- Владимир Никонов — защитник (№ 93, 4 раунд) —  Химик
- Алексей Базанов — нападающий (№ 119, 5 раунд) —  Химик
- Алексей Шамолин — нападающий (№ 144, 6 раунд) —  Химик
- Матей Маховский — вратарь (№ 171, 7 раунд) —  Опава

По результатам драфта КХЛ 2011 года, принадлежат права на хоккеистов:
- Йоэль Армиа — нападающий (№ 14, 1 раунд) —  Эссят
- Калле Ярнкрок — нападающий (№ 43, 2 раунд) —  Брюнес
- Никита Крамской — нападающий (№ 72, 3 раунд) —  ЦСКА
- Сергей Купцов — нападающий (№ 99, 4 раунд) —  Салават Юлаев
- Даниэль Пржибыл — нападающий (№ 126, 5 раунд) —  Спарта

По результатам драфта КХЛ 2012 года, принадлежат права на хоккеистов:
- Томаш Гертл — нападающий (№ 13, 1 раунд) —  Славия
- Людвиг Бюстрём — защитник (№ 39, 2 раунд) —  МОДО
- Свен Берчи — нападающий (№ 65, 3 раунд) —  Калгари Флэймз
- Кирилл Григорьев — вратарь (№ 90, 4 раунд) —  Русь
- Фредрик Клаэссон — защитник (№ 95, 4 раунд) —  Бингхэмтон Сенаторс

## Рекорды

### Командные
- Лучший результат в новейшей истории — 2-е место (2002/2003).
- Худший результат в новейшей истории — 19-е место (1994/1995).
- Самая крупная победа — 11:1 Торпедо (2001—2002).
- Самое крупное поражение — 1:11 ХК ЦСКА (1994/1995).
- Самый длинный матч — 118 минут 48 секунд отыграли череповчане против ярославского «Локомотива» в сезоне 2012/2013 (25 февраля 2013)[7]

### Персональные
- Наибольшее количество очков в составе «Северстали» — Даниил Вовченко (100+117)
- Наибольшее количество голов в составе «Северстали» — Даниил Вовченко (100)
- Наибольшее количество передач в составе «Северстали» — Вадим Шипачёв (129)
- Наибольшее количество штрафных минут в составе «Северстали» — Юрий Трубачёв (422)
- Наибольшее количество матчей в составе «Северстали» — Юрий Трубачёв (499)
- Наибольшее количество очков в составе «Северстали» (за сезон) — Кирилл Пилипенко (69, 2023/24)
- Наибольшее количество голов в составе «Северстали» (за сезон) — Кирилл Пилипенко (36, 2023/24)
- Наибольшее количество передач в составе «Северстали» (за сезон) — Вадим Шипачёв (37, 2011/12)
- Наибольшее количество штрафных минут в составе «Северстали» (за сезон) — Евгений Медведев (115, 2006/07)

## Эмблема
Эмблема хоккейного клуба «Северсталь» повторяет логотип главного спонсора — ПАО «Северсталь». Сначала логотип представлял собой стилизованную литеру «С», из которой как бы выливается раскаленный металл. В 2009 году в результате ребрендинга логотип спонсора изменился на более лаконичный, тогда же изменилась и эмблема хоккейного клуба. Ей стала лента Мёбиуса цветов российского флага. В результате ребрендинга в 2017 году лента Мёбиуса уступила своё место золотому Юнити. На данный момент золотой Юнити является официальным логотипом ХК «Северсталь», а в 2018 году клуб провел редизайн альтернативного логотипа — «Рысь», который сейчас активно используется маркетинговой службой ХК «Северсталь».

## Гимн
Гимн ХК Северсталь был написан в 1995 году композиторами Олегом Хакманом и Игорем Псарёвым. Вокал принадлежит ведущему радио «Трансмит» Николаю Говорову, которому в припевах помогает Виктор Иванов. Гимн быстро набрал популярность среди череповецких болельщиков. Он звучит на всех домашних матчах Северстали. Несмотря на появление новых альтернативных гимнов хоккейного клуба, оригинальный гимн 1995 года и по сей день остаётся основной песней череповецкого клуба.